# Lingua tzeltal
La lingua tzeltal (ʦʼeltalh) è una lingua maya parlata in Messico, nello stato del Chiapas.

## Distribuzione geografica
Secondo i dati del censimento del 2010 effettuato dall'Instituto Nacional de Estadística y Geografía (INEGI), i locutori di tzeltal in Messico sono 474.298.

### Dialetti e lingue derivate
Esistono due dialetti tzeltal: quello di Bachajón e quello di Oxchuc.
Inizialmente ad entrambe le varianti era stato assegnato un codice ISO 639-3: tzb per lo tzeltal di Bachajón e tzh per lo tzeltal di Oxchuc. Successivamente il codice tzb è stato ritirato, ed entrambe le varianti sono state ricomprese sotto il codice tzh assegnato alla lingua tzeltal.

## Classificazione
Lo tzeltal fa parte del gruppo delle lingue maya occidentali ed in particolare del sottogruppo tzeltalano, a cui appartiene anche la lingua tzotzil.

## Sistema di scrittura
Per la scrittura viene usato l'alfabeto latino.